# Escacs de Capablanca
|   | a             | b               | c                 | d               | e              | f             | g               | h                | i               | j             |   |  |
| 8 | a8 black rook | b8 black knight | c8 black princess | d8 black bishop | e8 black queen | f8 black king | g8 black bishop | h8 black empress | i8 black knight | j8 black rook | 8 |  |
| 7 | a7 black pawn | b7 black pawn   | c7 black pawn     | d7 black pawn   | e7 black pawn  | f7 black pawn | g7 black pawn   | h7 black pawn    | i7 black pawn   | j7 black pawn | 7 |  |
| 6 | a6            | b6              | c6                | d6              | e6             | f6            | g6              | h6               | i6              | j6            | 6 |  |
| 5 | a5            | b5              | c5                | d5              | e5             | f5            | g5              | h5               | i5              | j5            | 5 |  |
| 4 | a4            | b4              | c4                | d4              | e4             | f4            | g4              | h4               | i4              | j4            | 4 |  |
| 3 | a3            | b3              | c3                | d3              | e3             | f3            | g3              | h3               | i3              | j3            | 3 |  |
| 2 | a2 white pawn | b2 white pawn   | c2 white pawn     | d2 white pawn   | e2 white pawn  | f2 white pawn | g2 white pawn   | h2 white pawn    | i2 white pawn   | j2 white pawn | 2 |  |
| 1 | a1 white rook | b1 white knight | c1 white princess | d1 white bishop | e1 white queen | f1 white king | g1 white bishop | h1 white empress | i1 white knight | j1 white rook | 1 |  |
|   | a             | b               | c                 | d               | e              | f             | g               | h                | i               | j             |   |  |

Els escacs de Capablanca són una variació dels escacs nascuda els anys 1920, i anomenada així en honor del seu inventor, el campió del món d'escacs José Raúl Capablanca. Es juga en un escaquer de 10x8 caselles, i incorpora dues noves peces al joc. És important destacar que va proposar aquesta complicada variant mentre es trobava en possessió del títol i no després de perdre'l, com alguns crítics incorrectament afirmen.

## Modificacions als escacs estàndard
Capablanca pensava que els escacs tindrien un problema seriós a causa de l'increment de les partides finalitzades en taules a nivell de Grans Mestres, pel fet que el joc no oferia suficient complexitat perquè algun dels dos oponents prevalgués clarament. Així, la "mort per taules" dels escacs hauria estat la principal motivació per crear una nova i més rica variació del joc.

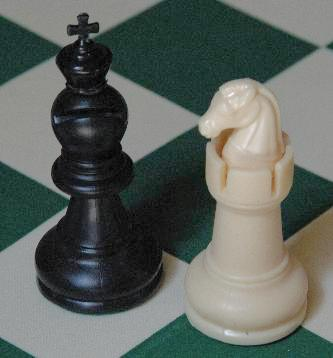
Peces especials de Capablanca mostrades en una de les seves formes.
Esquerra, Arquebisbe.
Dreta, Canceller.

A més del conjunt usual de peces, cada jugador té dues unitats addicionals:
- Un canceller que es mou indistintament com a torre i com a cavall;
- Un arquebisbe que es mou indistintament com a alfil i com a cavall;

Aquestes peces noves presenten propietats interessants i enriqueixen notablement el joc. Per exemple, l'arquebisbe pot per si mateix produir un escac i mat a un rei solitari (estant el rei en un racó i l'arquebisbe situat en diagonal amb una casella al mig). Capablanca creia que afegint aquestes poderoses unitats es reduiria sensiblement el risc de taules, cosa que permetria de desenvolupar partides molt més espectaculars i evidenciaria la superioritat d'un contrincant sobre l'altre.
|   | a             | b  | c                 | d  | e  | f  | g  | h             | i  | j  |   |  |
| 8 | a8 white king | b8 | c8                | d8 | e8 | f8 | g8 | h8            | i8 | j8 | 8 |  |
| 7 | a7            | b7 | c7                | d7 | e7 | f7 | g7 | h7            | i7 | j7 | 7 |  |
| 6 | a6            | b6 | c6 black princess | d6 | e6 | f6 | g6 | h6            | i6 | j6 | 6 |  |
| 5 | a5            | b5 | c5                | d5 | e5 | f5 | g5 | h5            | i5 | j5 | 5 |  |
| 4 | a4            | b4 | c4                | d4 | e4 | f4 | g4 | h4            | i4 | j4 | 4 |  |
| 3 | a3            | b3 | c3                | d3 | e3 | f3 | g3 | h3            | i3 | j3 | 3 |  |
| 2 | a2            | b2 | c2                | d2 | e2 | f2 | g2 | h2 black king | i2 | j2 | 2 |  |
| 1 | a1            | b1 | c1                | d1 | e1 | f1 | g1 | h1            | i1 | j1 | 1 |  |
|   | a             | b  | c                 | d  | e  | f  | g  | h             | i  | j  |   |  |

## Situació de les peces
Capablanca va proposar dues disposicions inicials de peces. A la primera, va indicar que l'arquebisbe es col·loqués entre l'alfil i la dama, i el canceller entre el rei i l'alfil de rei. Aquesta ubicació té el defecte que deixa desprotegit el peó de davant de l'alfil de rei, cosa que permetria les blanques fer escac al primer moviment, amb canceller a alfil tres (movent com a cavall), seguit per canceller pren peó (movent com a torre) que és escac i mat, ja que s'ataca el rei com a cavall.
Capablanca va revisar posteriorment la disposició inicial de les peces de manera que l'arquebisbe estigués entre el cavall de dama i l'alfil, i el canceller entre el cavall de rei i l'alfil. També va experimentar amb les mides del tauler: amb 10x10 els peons podrien desplaçar-se fins a tres caselles en el moviment inicial.
Al seu llibre, L'aventura dels escacs, Edward Lasker hi escrigué (pàg. 39):
| « | "... vaig jugar moltes partides de prova amb Capablanca, i van durar rarament més de vint o vint-i-un moviments. Ho vam intentar amb taulers de 10x10 i de 10x8, i vam concloure que l'últim era preferible perquè les lluites mà a mà començaven abans." | » |

Lasker va ser un dels pocs partidaris de la variació, i el Gran Mestre Internacional hongarès Géza Maróczy també va jugar algunes partides amb Capablanca. Un dels pocs crítics racionals, el campió britànic William Winter, pensava que havia massa peces fortes, cosa que feia les altres menys rellevants.
Els noms de les noves peces, arquebisbe i canceller, van ser introduïts pel mateix Capablanca. Aquests noms encara s'utilitzen en la majoria de les variacions modernes d'aquesta forma escaquística.

### Variacions anteriors als escacs de Capablanca
Capablanca no va ser el primer a suggerir variacions al joc. El 1617, Pietro Carrera va publicar el seu llibre Il Gioco degli Scacchi, que contenia una descripció d'una modificació a l'esquema bàsic, i que es jugava en un tauler de 8x10. Proposava dues peces noves, que se situarien entre la torre i el cavall. El campió estaria al costat del rei i el centaure al de la dama. Aquesta versió va ser oblidada després de la mort del seu inventor.
En 1874, Henry Bird va presentar una variació similar a la de Carrera. L'única diferència significativa estava en la disposició inicial de les peces. El guardià s'ubicava entre l'alfil de dama i la dama, i el cavallerís entre l'alfil de rei i el rei.
|   | a             | b                 | c               | d               | e              | f             | g               | h               | i                | j             |   |  |
| 8 | a8 black rook | b8 black princess | c8 black knight | d8 black bishop | e8 black queen | f8 black king | g8 black bishop | h8 black knight | i8 black empress | j8 black rook | 8 |  |
| 7 | a7 black pawn | b7 black pawn     | c7 black pawn   | d7 black pawn   | e7 black pawn  | f7 black pawn | g7 black pawn   | h7 black pawn   | i7 black pawn    | j7 black pawn | 7 |  |
| 6 | a6            | b6                | c6              | d6              | e6             | f6            | g6              | h6              | i6               | j6            | 6 |  |
| 5 | a5            | b5                | c5              | d5              | e5             | f5            | g5              | h5              | i5               | j5            | 5 |  |
| 4 | a4            | b4                | c4              | d4              | e4             | f4            | g4              | h4              | i4               | j4            | 4 |  |
| 3 | a3            | b3                | c3              | d3              | e3             | f3            | g3              | h3              | i3               | j3            | 3 |  |
| 2 | a2 white pawn | b2 white pawn     | c2 white pawn   | d2 white pawn   | e2 white pawn  | f2 white pawn | g2 white pawn   | h2 white pawn   | i2 white pawn    | j2 white pawn | 2 |  |
| 1 | a1 white rook | b1 white princess | c1 white knight | d1 white bishop | e1 white queen | f1 white king | g1 white bishop | h1 white knight | i1 white empress | j1 white rook | 1 |  |
|   | a             | b                 | c               | d               | e              | f             | g               | h               | i                | j             |   |  |

|   | a             | b               | c               | d                | e              | f             | g                 | h               | i               | j             |   |  |
| 8 | a8 black rook | b8 black knight | c8 black bishop | d8 black empress | e8 black queen | f8 black king | g8 black princess | h8 black bishop | i8 black knight | j8 black rook | 8 |  |
| 7 | a7 black pawn | b7 black pawn   | c7 black pawn   | d7 black pawn    | e7 black pawn  | f7 black pawn | g7 black pawn     | h7 black pawn   | i7 black pawn   | j7 black pawn | 7 |  |
| 6 | a6            | b6              | c6              | d6               | e6             | f6            | g6                | h6              | i6              | j6            | 6 |  |
| 5 | a5            | b5              | c5              | d5               | e5             | f5            | g5                | h5              | i5              | j5            | 5 |  |
| 4 | a4            | b4              | c4              | d4               | e4             | f4            | g4                | h4              | i4              | j4            | 4 |  |
| 3 | a3            | b3              | c3              | d3               | e3             | f3            | g3                | h3              | i3              | j3            | 3 |  |
| 2 | a2 white pawn | b2 white pawn   | c2 white pawn   | d2 white pawn    | e2 white pawn  | f2 white pawn | g2 white pawn     | h2 white pawn   | i2 white pawn   | j2 white pawn | 2 |  |
| 1 | a1 white rook | b1 white knight | c1 white bishop | d1 white empress | e1 white queen | f1 white king | g1 white princess | h1 white bishop | i1 white knight | j1 white rook | 1 |  |
|   | a             | b               | c               | d                | e              | f             | g                 | h               | i               | j             |   |  |

### Variacions inspirades en els escacs de Capablanca
Els escacs de Capablanca han inspirat un cert nombre de variacions, les més populars de les quals són els Grans Escacs i els Escacs Gòtics. Altres intents de trobar una posició òptima d'obertura, com els Escacs Grotescs o els Escacs Optimitzats encara no han assolit massa popularitat.
Una innovació interessant i recent són els escacs aleatoris de Capablanca, inventats el 2004 per Reinhard Scharnagl. Aquest joc combina idees dels escacs aleatoris de Fischer i dels escacs de Capablanca. Aplica el principi que en la posició inicial tots els peons estan protegits per almenys una peça forta.
La idea d'introduir el Canceller (Drac) i el Mariscal (Pegàs) també s'ha traslladat a la variant dels escacs hexagonals de Wladyslaw Glinksi (1936, Polònia) a C'escacs (2007), que amplia el tauler de Glinksi a 169 caselles.

### Variacions amb escaquers diferents
Hi ha també variacions dels escacs de Capablanca que no fan servir l'escaquer estàndard de 10×8. Els grans escacs és una popular variació inventada pel dissenyador neerlandès Christian Freeling el 1984. Usa les peces de Capablanca, però sobre un escaquer més gran, de 10×10 caselles.
El 2007 el Gran Mestre Yasser Seirawan va crear una altra variació (anomenada escacs de Seirawan), que afegeix dues peces al joc estàndard, però de manera diferent. El jugador, després de moure una paça (per exemple, un alfil) de la primera fila, pot col·locar immediatament a la casella que ha quedat buida una de les dues peces de reserva. Si el jugador mou totes les vuit peces de la primera fila sense col·locar el Falcó o l'Elefant (els noms que Seirawan dona a l'Arquebisbe i el Canceller, respectivament), perd el dret a fer-ho.
Els escacs de Capablanca han inspirat moltes altres variacions, com ara els grans escacs i els escacs omega.